# Balingoan
Balingoan est une localité de la province du Misamis oriental, aux Philippines. En 2015, elle compte 11 051 habitants.